# Stanisław Janiak
Stanisław Janiak (ur. 19 lutego 1942, zm. 22 września 2007) – polski działacz partyjny i państwowy, były naczelnik powiatu żuromińskiego i p.o. prezesa Wojewódzkiego Komitetu ZSL w Płocku, w latach 1980–1987 wicewojewoda płocki.

## Życiorys
Ukończył studia magisterskie. Do 1975 zajmował stanowisko ostatniego naczelnika powiatu żuromińskiego. Należał do Zjednoczonego Stronnictwa Ludowego, w 1975 wybrany sekretarzem Wojewódzkiego Komitetu ZSL w Płocku, następnie od 1976 był jego wiceprzewodniczącym i członkiem. W latach 1980–1981 p.o. przewodniczącego WK ZSL w Płocku. Zawodowo związany z sektorem gospodarki wodnej, od 1978 do 1980 był dyrektorem Rejonowego Przedsiębiorstwa Melioracyjnego w Płocku. W latach 1980–1987 zajmował stanowisko wicewojewody płockiego, odpowiedzialnego za koordynację prac w zakresie ochrony środowiska, energetyki i budownictwa wodnego, drogowo-mostowego i mieszkaniowego. W tych latach równocześnie pozostawał przewodniczącym Komitetu Przeciwpowodziowego w Płocku. W 1987 został kierownikiem Wydziału Administracyjno-Finansowego w Naczelnym Komitecie ZSL. W III RP związany z Fundacją Rozwoju.
Został pochowany na Cmentarzu Komunalnym w Płocku.